# Viticoideae
Sous-famille
Les Viticoideae sont une sous-famille de plantes à fleurs de la famille des Lamiaceae.
Le genre type est Vitex L.

## Liste des genres
Petitia – Pseudocarpidium – Teijsmanniodendron – Vitex

## Publication originale
- Briquet J.I., 1895. Verbenaceae. pp 132–182 in Engler, A. & Prantl, K. (eds.), Die natürlichen Pflanzenfamilien 4. Teil, Abteilung 3a. Wilhelm Engelmann, Leipzig.